# Massagem

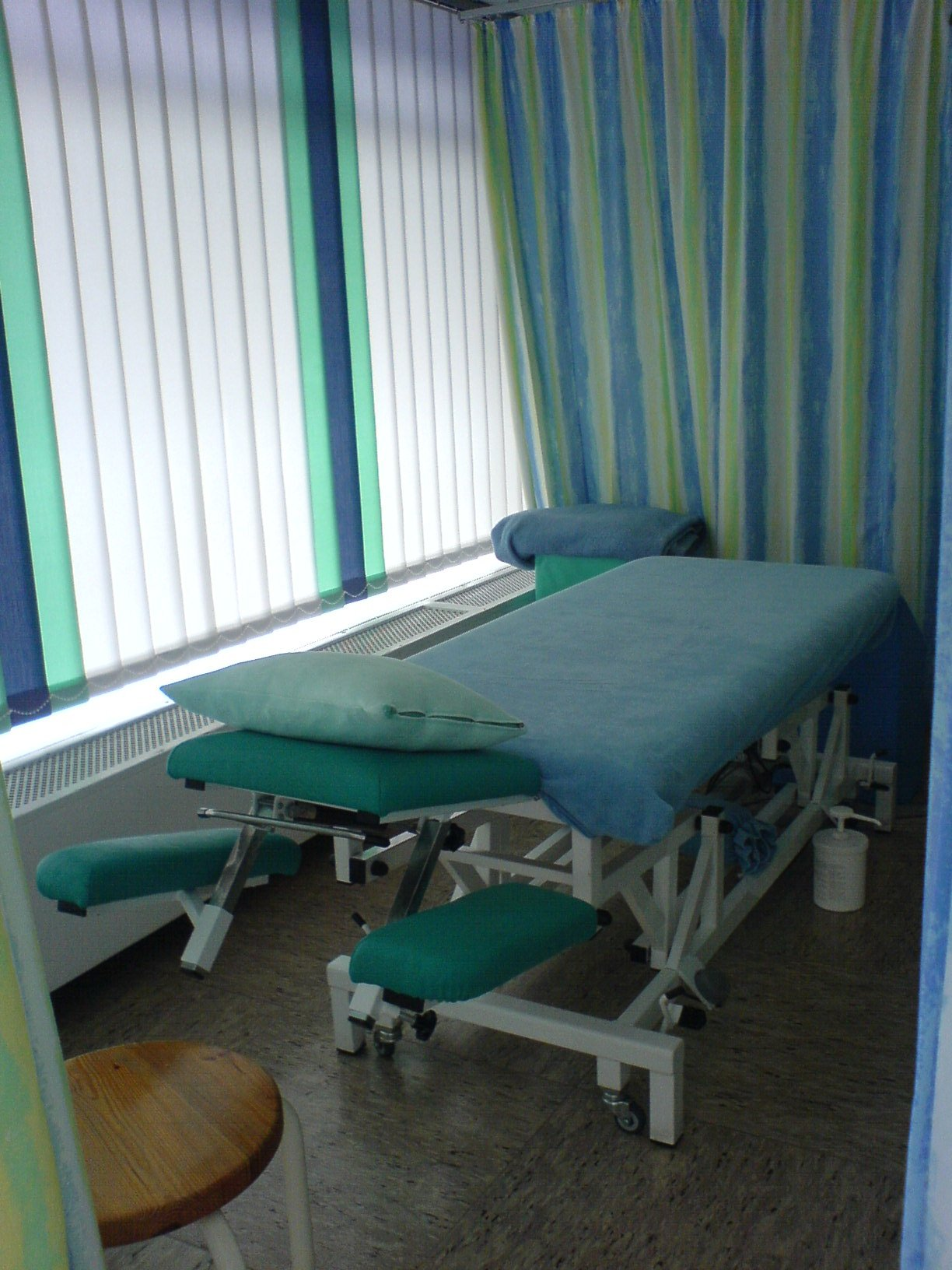
Mesa de massagens

Massagem (do francês massage) também conhecida como massoterapia, é uma prática que consiste na aplicação da força ou vibração sobre os tecidos moles, a fim de estimular a circulação sanguínea, a mobilidade, a elasticidade ou alívio de determinadas dores corporais ou traumas físicosa.

## História
A massagem como terapia pode ter evoluído de um dos instintos, o desejo de tocar e ser tocado. A massagem é uma das mais antigas terapias do mundo, sendo bem popular entre os Gregos e Romanos, Até a idade média, a massagem teve um papel importante nos cuidados de saúde, quando a Igreja Católica considerou-a pecaminosa (imagem negativa).
A primeira massagem realizada pelo homem pré-histórico era com pomadas e ervas curativas usadas para esfregar no corpo, a fim de promover bem-estar, cuidado das lesões, ou proteção contra infecções.
Os chineses registram que a massagem era usada como método de cura desde o período 3000 a.C.. Os Hindus, em 1800 a.C., indicavam a massagem para reduzir peso, ajudar dormir e relaxar; sendo mais aplicada na higiene do que na saúde, combinada com banhos e lavagens.
Hipócrates (o pai da medicina, 460 – 380 a.c) afirmou que a massagem podia melhorar a função articular com sessões diárias. Uma observação importante sobre, esta deveria ser feita com manobras na direção do coração; Surpreendendo, uma vez que na época pouco sabia-se sobre a circulação sanguínea.
O ginasta Sueco Per Henrik Ling (1776 - 1839) se tornou terapeuta e foi o criador da massagem terapêutica clássica ou massagem sueca, que complementa o tratamento convencional dos doentes crônicos e pode ajudar na recuperação de várias patologias. No Reino Unido, John Grosvernor (1742-1823), cirurgião e professor de Medicina, Universidade de Oxford, ensinavam às enfermeiras as técnicas da massagem. John afirmava que a massagem evitava cirurgias em muitas doenças e acelerava a cicatrização dos tecidos e das articulações pela ação de fricção e do atrito.
No século XIX, a massagem já não era ensinada pelos médicos e nem exercida em hospitais. O número de mulheres praticando a massagem cresceu tanto que surgiram na época escolas para esse fim. Surgiram consultórios, que além da massagem, ofereciam banhos turcos (lavagem corporal). Em Berlim, o Sueco Per Henri (1813) fundou o Instituto Central de Ginástica. Com requinte e a prática da massagem sueca, ela começou a ganhar respeito.

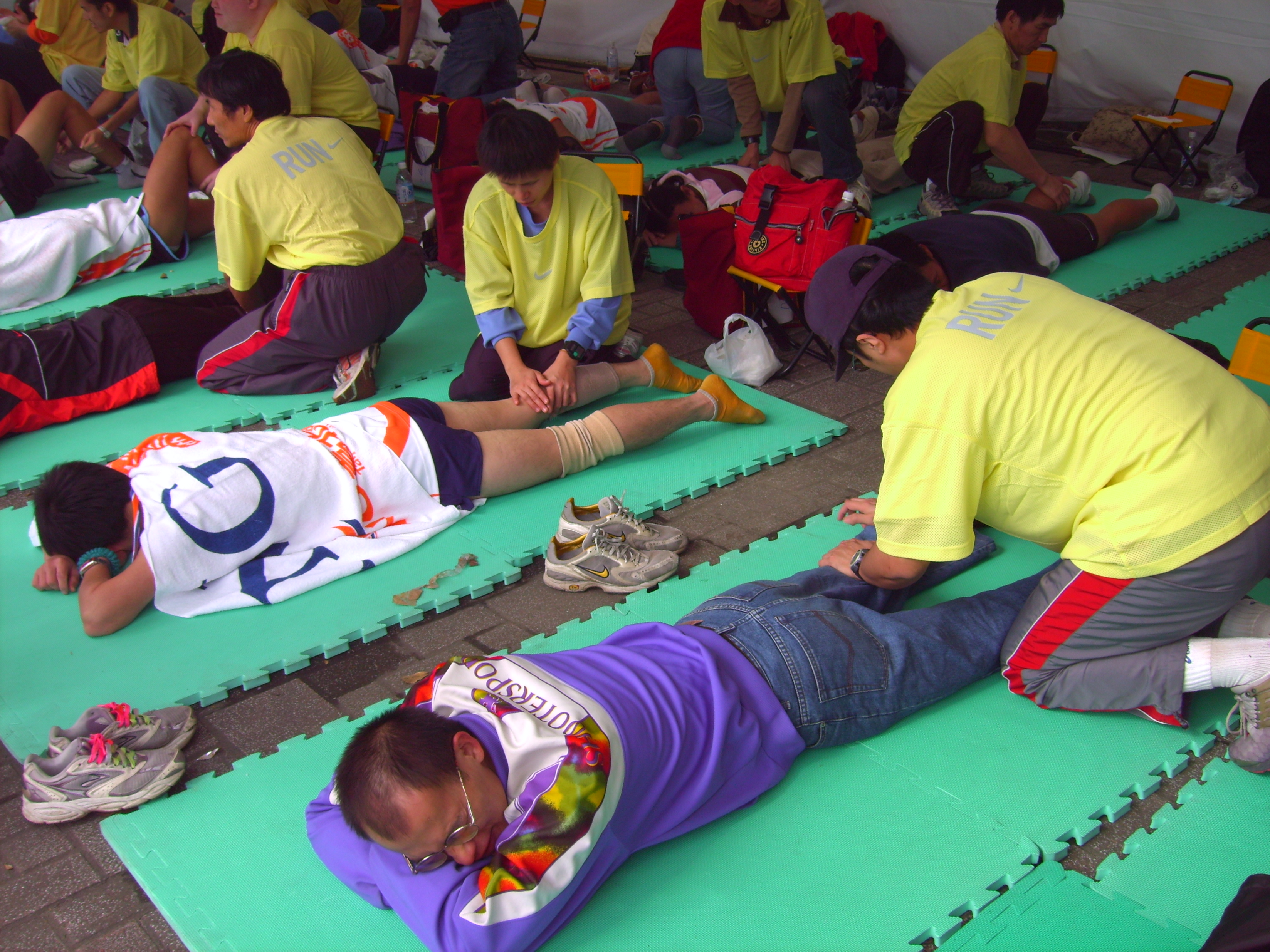
Massagem sendo aplicada a participantes da Maratona Internacional de Taipé

## Tipos
A massoterapia é um instrumento particular na área da saúde auxiliar nos tratamentos de fisioterapia.
As técnicas de massagem dividem-se basicamente em duas grandes categorias: energéticas e fisiológicas. As primeiras buscam a reorientação da energia vital (chi, ki, prana), e as segundas buscam a desintoxicação do organismo através da eliminação do ácido lático das fibras musculares, podendo também auxiliar o retorno do sistema venoso.

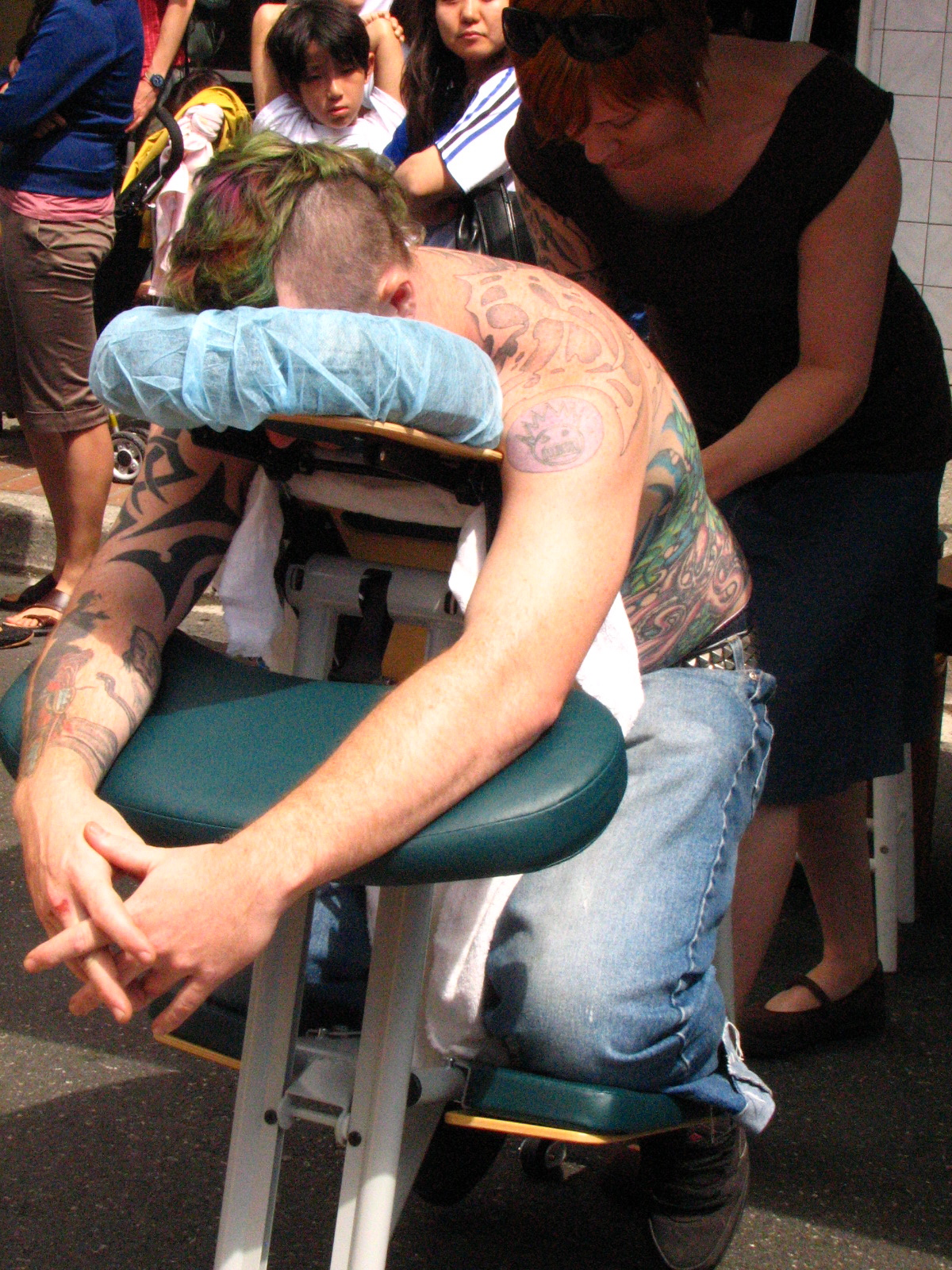
Massagem sendo aplicada durante um evento em Vancouver, no Canadá

Depois, começaram a bifurcar-se em centenas de correntes e estilos diferentes, fundindo-se e separando-se em outros tantos estilos. Hoje em dia, existem massagens aplicadas para praticamente todos os fins. Desde massagens para bebês e idosos, massagens estéticas, e até sensuais, que envolvem massagem tântrica que esta no topo como especialidades da maioria das profissionais. A semelhança entre elas são as manobras realizadas no órgão genital (lingam e yoni) oriunda da Massagem Tântrica. e existe também massagens de rejuvenescimento localizado. As massagens, hoje em dia, estão cada vez mais enraizadas nas culturas, chegando até mesmo às empresas. Cada vez mais, grandes organizações incorporam, nos seus pacotes de incentivos, massagens inclusive no próprio local de trabalho.
Massagem Havaiana
A massagem havaiana (Lomilomi) é parte integrante da medicina tradicional havaiana. A massagem terapêutica Havaiana é a arte havaiana de curar através do toque. Lomilomi é um termo havaiano que significa "esfregar, amassar, massagear". Existem inúmeras versões de Lomilomi praticadas por todo o Havaí. Em escolas de massagem havaiana, existem dois estilos principais de Lomilomi: Lomilomi Big Island Style, de Aunty Margarete Machado, que se assemelha em alguns pontos, a uma versão polinésia da massagem europeia clássica sueca. Já o Lomilomi de Kauai, "Romi Kapa Rere", é praticado com longos e fortes movimentos, podendo ser acompanhado da tradicional música havaiana.
No contexto da tradição havaiana, a massagem tem o objetivo de restabelecer o estado natural de harmonia da vida (lokahi) e de energia vital (mana) no corpo.
A massagem atua tanto no corpo físico como no emocional. Por isso, podendo além de revigorar o corpo dos desgastes das atividades diárias, a massagem pode fazer o massageado se sentir acolhido, aliviando sua carência afetiva.
pode ser necessário alguns anos de treinamento para dominar com eficiência não apenas as manobras, mas compreender a essência e a profundidade terapêutica do toque havaiano.
Massagem esportiva
afim de Ajudar os atletas a treinar e melhorar seu desempenho, podendo prevenir a dor e o risco de lesões.
Massagem Clássica ou Sueca
O tipo clássico ou sueco, é a mais comum nos países ocidentais, onde consiste em fazer pressão em diferentes pontos do corpo, sempre no sentido do fluxo sanguíneo.
Drenagem Linfática
A drenagem linfática é uma técnica de massagem que trabalha o estímulo do sistema linfático, movimentando a linfa até os gânglios linfáticos. Essa técnica foi desenvolvida em 1932 pelo terapeuta dinamarquês Vodder e sua esposa.
Massagem Modeladora ou Redutora
O tipo estética é uma técnica que utiliza manobras rápidas e intensas sobre a pele, utilizando pressão através de movimentos de amassamento e deslizamento. Entre os possíveis benefícios são: aumento da oxigenação dos tecidos, a quebra da cadeia de gordura, a melhora do tônus muscular.
Shiatsu, Do-in
Tipo com origem no Japão como terapia para tratar mente, corpo e espírito, segundo a Medicina Tradicional Chinesa, podendo ser utilizados os dedos, as palmas das mãos, os cotovelos, os braços e até os pés para exercer a pressão em pontos que tonificarão ou sedarão a energia dos órgãos correspondentes. São todos pontos de reequilíbrio energético.
Reflexologia
Tipo desenvolvido pela fisioterapeuta Eunice Ingham, onde inicialmente chamada de terapia zonal, utiliza técnicas de pressão em algumas zonas que correspondem a regiões reflexas do corpo humano, tais como os pés e mãos.
Massagem Ayurvédica
Há cerca de seis mil anos atrás, a ciência da Ayurveda iniciou na Índia, estimulando os cinco músculos e a circulação, liberando as toxinas dos músculos e dos tecidos. Contando com alguns alongamentos, pode proporcionar uma maior flexibilidade do corpo e mobilidade nas articulações, possibilitando o circuito livre da energia vital.
Thai massagem
O tipo Thai ou massagem tailandesa, tem um enfoque mais energético que físico, ligado na imensa rede de canais sutis (sen) por onde circula energia vital. Através de pressões profundas ao longo dos canais, alongamentos musculares, manipulações articulares e torções buscam-se liberar os bloqueios e estagnações da energia vital.
Termoterapia
Este tipo é feito com a aplicação de pedras plutônicas quentes, transmitindo calor ao corpo penetrando nos músculos, permitindo a limpeza, a desobstrução e a normalização do fluxo energético, que tem nos meridianos o seu principal meio de condução do ki (energia), obtendo-se então, a homeostase orgânica e energética.

## Literatura
- Nancy S. Kahalewai, Hawaiian Lomilomi - Big Island Massage, Island Massage Publishing.
- Makana Risser R. Chai: Na Mo'olelo Lomilomi - The Traditions of Hawaiian Massage & Healing. Bishop Museum Print, 2005. ISBN 1-58178-046-X